# Chlorops javanensis
Chlorops javanensis är en tvåvingeart som beskrevs av Becker 1911. Chlorops javanensis ingår i släktet Chlorops och familjen fritflugor. Inga underarter finns listade i Catalogue of Life.